# Charles Dolan
Pour les articles homonymes, voir Dolan.
 (janvier 2025).
Si vous disposez d'ouvrages ou d'articles de référence ou si vous connaissez des sites web de qualité traitant du thème abordé ici, merci de compléter l'article en donnant les références utiles à sa vérifiabilité et en les liant à la section « Notes et références ».
Charles Dolan, né le 16 octobre 1926 à Cleveland (Ohio) et mort le 28 décembre 2024, est un entrepreneur américain milliardaire, qui bâtit un empire dans les médias, le sport et le divertissement. Il est le fondateur de la chaîne payante HBO et du câblo-opérateur Cablevision.

## Biographie
Charles Dolan naît le 16 octobre 1926 à Cleveland.
En 1973, il fonde un opérateur par câble de télévision, Cablevision Systems Corporation. L'opérateur compte alors 1 500 clients.
En 2015/2016, Charles Dolan vend Cablevision et le journal Newsday à Patrick Drahi et son groupe Altice pour 17,7 milliards de dollars. Dolan et sa famille rachète Newsday à l'été 2016.
Charles Dolan a deux fils, James et Patrick. James Dolan est le PDG de The Madison Square Garden Company (Madison Square Garden, Knicks de New York, MSG). Patrick Dolan est le propriétaire de Newsday.
Le magazine Forbes estime la fortune de Charles Dolan à 5,4 milliards de dollars.
Charles Dolan meurt le 28 décembre 2024 à 98 ans.